# Xã Lane, Quận Warrick, Indiana
Xã Lane (tiếng Anh: Lane Township) là một xã thuộc quận Warrick, tiểu bang Indiana, Hoa Kỳ. Năm 2010, dân số của xã này là 281 người.